# دوشاتن
دوشاتن (به لهستانی:  Duszatyn) یک روستا در لهستان است که در گمینا کومانگچا واقع شده‌است.